# Georg Dechant (Politiker, 1884)
Georg Dechant  (* 23. Februar 1884 in Tarsdorf; † 18. Mai 1953 ebenda) war ein österreichischer Politiker (CS), Landwirt und Gastwirt. Dechant war von 1919 bis 1925 Abgeordneter zum Oberösterreichischen Landtag.
Dechant war beruflich als Landwirt, Gastwirt und Fleischhauer tätig und war zudem Hausbesitzer in Hörndl bei Tarsdorf. 1906 übernahm er den elterlichen Hof, ein Jahr später heiratete er. Dechant diente zwischen 1914 und 1918 im Ersten Weltkrieg, nach seiner Rückkehr gehörte er zu den Gründern des Bauernbundes und war zudem Obmann der Feuerwehr, Ehrenobmann des Musikvereins und Mitbegründer der Oberinnviertler Molkerei. Politisch war Dechant als Gemeinderat und Vizebürgermeister aktiv, zwischen dem 23. Juni 1919 bis zum 18. Mai 1925 vertrat er die Christlichsoziale Partei im oberösterreichischen Landtag.